# Томпсон, Дэвид (футболист)
Дэ́вид Э́нтони То́мпсон (англ. David Anthony Thompson; 12 сентября 1977, Беркенхед) — английский футболист, полузащитник.

## Карьера
Томпсон дебютировал в «Ливерпуле» 19 августа 1996 года, выйдя на 87-й минуте матча с «Арсеналом» (2:0), сыграв ещё одну игру он был отдан в аренду «Суиндон Таун» в течение двух с половиной месяцев в ноябре 1997, хорошая игра в «Суиндоне» вынудила руководителей «Ливерпуля» вернуть игрока назад, это окупилось, когда он забил победный гол в матче против «Кристал Пэлас». Следующие два сезона были довольно стабильны, а в сезоне 1999/00 он вообще часто выходил в стартовом составе.
Летом 2000 он переходит в «Ковентри Сити», в первой же игре за новый клуб он был заменён на 71-й минуте, а «Ковентри» проиграл «Мидлсбро» 1:3. «Ковентри» вылетел из Премьер-Лиги в 2001, но Томпсон остался в команде, неплохо играя в турнире рангом ниже.
В августе 2002 года Томпсон переходит в «Блэкберн Роверс» за 1,5 млн фунтов. Его игра за «Блэкберн» произвела впечатление на тогдашнего тренера сборной команды, что Свен-Ёран Эрикссон вызвал игрока на товарищеские матчи с Македонией и Словакией. Но у Томпсона обнаружилась проблема с хрящом в колене, дальнейшее хирургическое вмешательство помешало его игре в 2003/04. Его восстановлению помог знаменитый мюнхенский врач Ханс-Мюллер Вольфхарт.
Травма и последующее восстановление позволили разорвать контракт с «Блэкбёрном» по обоюдному согласию, и Томпсон перешёл свободным агентом в «Уиган Атлетик» 19 января 2006 года. После 10 игр «Уиган» так же разрывает с Томпсоном контракт. 28 июля он заключает соглашение с «Портсмутом» на 1 год. Он играл за первую команду, затем был отправлен в дубль, 31 января, за 2 часа до закрытия трансферного окна Томпсон был подписан «Болтоном». Он дебютировал в «Болтоне» в матче с «Фулхэмом», а всего сыграл за клуб 8 игр. В ноябре 2007 он проходил просмотр в «Шеффилд Юнайтед», но клубу не подошёл.
28 ноября 2007 года Томпсон объявил о завершении карьеры в связи с хронической проблемой с хрящом в коленном суставе, появившейся ещё в «Блэкберне». Так же он сообщил, что будет стремиться поскорее начать тренерскую работу.